# Danh sách tập truyện Nhất quỷ nhì ma, thứ ba Takagi
Nhất quỷ nhì ma, thứ ba Takagi (Nhật: からかい上手の高木さん Hepburn: Karakai Jōzu no Takagi-san, n.đ. "Chuyên gia trêu chọc Takagi-san") là một bộ manga Nhật Bản được viết và minh họa bởi Yamamoto Sōichirō. Tính đến nay, bộ truyện đã xuất bản được tổng cộng 20 tập. Ngoài ra, bộ truyện còn có bốn phần ngoại truyện, hầu hết đều đã được tổng hợp và xuất bản dưới dạng tankōbon nhiều tập.

## Nhất quỷ nhì ma, thứ ba Takagi
Nhất quỷ nhì ma, thứ ba Takagi là bộ manga do Yamamoto Sōichirō sáng tác. Bộ truyện bắt đầu được đăng dài kỳ trên phụ san dành cho manga shōnen của Shogakukan là Monthly Shōnen Sunday Mini từ ngày 12 tháng 6 năm 2013, sau đó bộ truyện được chuyển sang đăng dài kỳ trên tạp chí Monthly Shōnen Sunday vào ngày 12 tháng 7 năm 2016. Bộ truyện kết thúc chuỗi thời gian đăng dài kỳ trên tạp chí vào ngày 12 tháng 10 năm 2023. Toàn bộ nội dung đã được tổng hợp thành 20 tập tankōbon. Tại Việt Nam, bộ truyện được Nhà xuất bản Kim Đồng mua bản quyền và phát hành lần đầu vào ngày 30 tháng 9 năm 2019.
| 1. "Cục tẩy" (消しゴム Keshigomu) 2. "Bể bơi" (プール Pūru) 3. "Mặt hề" (変顔 Hengao) 4. "Luyện cơ" (筋トレ Kintore) 5. "Lon rỗng" (空き缶 Akikan) | 1. "Trực nhật" (日直 Nitchoku) 2. "Cây dù" (傘 Kasa) 3. "Cảm lạnh" (風邪 Kaze) 4. "Hiệu sách" (本屋さん Honya-san) |

| 1. "Trú mưa" (雨宿り Amayadori) 2. "Học thi" (テスト勉強 Tesuto Benkyō) 3. "Kết quả" (テスト返却 Tesuto Henkyaku) 4. "Lá thư" (手紙 Tegami) 5. "Dọn dẹp" (掃除当番 Sōji Tōban) | 1. "Chở nhau" (二人乗り Futarinori) 2. "Vật tay" (腕ずもう Udezumō) 3. "Giấc mơ" (夢 Yume) - Ngoại truyện: "Đổi chỗ" (席替え Sekigae) |

| 1. "Thi gan" (肝試し Kimodameshi) 2. "Câu hỏi" (質問 Shitsumon) 3. "Đọ chiều cao" (背比べ Sekurabe) 4. "Đổi chỗ" (席替え Sekigae) 5. "Dịch tiếng Anh" (英訳 Eiyaku) | 1. "Đu xà" (逆上がり Gyaku Agari) 2. "Thọc lét" (わき腹 Wakibara) 3. "Luyện thư pháp" (習字 Shūji) 4. "Theo đuôi" (尾行 Bikō) |

| 1. "Vòi nước" (水道 Suidō) 2. "Phòng riêng" (部屋 Heya) 3. "Đếm tới 21" (21ゲーム Nijūichi Gēmu) 4. "Xem bói" (占い Uranai) 5. "Lời mời" (お誘い Osasoi) | 1. "Đánh bài" (ポーカー Pōkā) 2. "Mèo con" (ネコ Neko) 3. "Điện thoại" (ケータイ Kētai) 4. "Chụp ảnh" (写真 Shashin) |

| 1. "Hoài niệm" (想い出 Omoide) 2. "Mua sắm" (買い物 Kaimono) 3. "Đồ bơi" (水着 Mizugi) 4. "Chạy việt dã" (マラソン Marason) 5. "Hai lựa chọn" (二択クイズ Nitaku Kuizu) | 1. "Cà phê" (コーヒー Kōhī) 2. "Cuồng phong" (台風 Taifū) 3. "Phim kinh dị" (ホラー Horā) 4. "Bước ngoặt" (クリティカル Kuritikaru) |

| 1. "Hẹn hò" (デート Dēto) 2. "Viên sỏi" (石蹴り Ishikeri) 3. "Chân dung" (似顔絵 Nigaoe) 4. "Máng trượt 1" (ウォータースライダー① Wōtā Suraidā 1) 5. "Máng trượt 2" (ウォータースライダー② Wōtā Suraidā 2) | 1. "Máng trượt 3" (ウォータースライダー③ Wōtā Suraidā 3) 2. "Tìm kho báu" (宝探し Takara Sagashi) 3. "Phiền não" (お悩み Onayami) 4. "Thuốc nhỏ mắt" (目薬 Megusuri) |

| 1. "Khai giảng" (入学式 Nyūgakushiki) 2. "Thi thể dục" (スポーツテスト Supōtsutesuto) 3. "Quà lưu niệm" (お土産 Omiyage) 4. "Thôi miên" (催眠術 Saiminjutsu) 5. "Daifuku" (大福 Daifuku) | 1. "Áo phông" (Tシャツ Tīshatsu) 2. "Vé số" (宝くじ Takarakuji) 3. "Sách giáo khoa" (教科書 Kyōkasho) 4. "Hẹn ước" (約束 Yakusoku) |

| 1. "Lễ tình nhân 1" (バレンタイン① Barentain 1) 2. "Lễ tình nhân 2" (バレンタイン② Barentain 2) 3. "Kendama" (けん玉) 4. "Xe đạp" (自転車 Jitensha) 5. "Phòng y tế" (保健室 Hokenshitsu) | 1. "Nhà kho" (体育倉庫 Taiiku Sōko) 2. "Người tuyết" (雪だるま Yukidaruma) 3. "Tảng băng" (氷 Kōri) 4. "Lướt nước" (水切り Mizukiri) |

| 1. ""Hun" gián tiếp" (間接キス Kansetsu Kisu) 2. "Hắt xì" (くしゃみ Kushami) 3. "Trốn tìm" (かくれんぼ Kakurenbo) 4. "Ngày cuối năm – 1" (年末① Nenmatsu 1) 5. "Ngày cuối năm – 2" (年末② Nenmatsu 2) | 1. "Nhắn tin" (メール Mēru) 2. "Đếm bước" (歩数 Hosū) 3. "Ngoại hình" (外見 Gaiken) 4. "Bóng ném" (ドッジボール Dojjibōru) |

| 1. "Nishikata" (西片) 2. "Đọc hàng dọc" (縦読み Tateyomi) 3. "Chú chó" (犬 Inu) 4. "Bánh quy" (クッキー Kukkī) 5. "Cá tháng Tư" (エイプリルフール Eipurirufūru) | 1. "Báo thù" (リベンジ Ribenji) 2. "Câu cá" (釣り Tsuri) 3. "Chiếc hộp" (箱 Hako) 4. "Cách gọi tên" (呼び方 Yobikata) |

| 1. "Chuyển đồng phục" (衣替え Koromogae) 2. "Kiểm tra cặp" (持ちもの検査 Mochimono Kensa) 3. "Nhìn đằng kia!" (あっちむいてほい Atchi Muite Hoi) 4. "Cháy nắng" (日焼け Hiyake) 5. "Quạt" (うちわ Uchiwa) | 1. "Kẹo" (アメ Ame) 2. "Ủy viên thư viện" (図書委員 Tosho Iin) 3. "Đan len" (編み物 Amimono) 4. "Ghen" (嫉妬 Shitto) |

| 1. "Học sinh năm 2" (2年生 Ninensei) 2. "Trò gắp thú" (クレーンゲーム Kurēngēmu) 3. "Đồ tập cơ tay" (握力のやつ Akuryoku no Yatsu) 4. "Món ghét nhất" (苦手なモノ Nigate na Mono) 5. "UFO" | 1. "Nhóm máu" (血液型 Ketsuekigata) 2. "Thẻ xăm" (おみくじ Omikuji) 3. "Quà đáp lễ" (お返し Okaeshi) 4. "Buổi tối" (夜 Yoru) |

| 1. "Linh cảm" (気配 Kehai) 2. "Cầu nguyện" (願掛け Gankake) 3. "Tản bộ" (散歩 Sanpo) 4. "Hãy chọn giá đúng" (値段当てゲーム Nedan Ate Gēmu) 5. "Quên đồ" (忘れもの Wasuremono) | 1. "Tắm biển" (海水浴 Kaisuiyoku) 2. "Quả bóng thần bí" (魔球 Makyū) 3. "Hoàng hôn" (夕日 Yūhi) 4. "Glico" (グリコ Guriko) |

| 1. Yorimichi (寄り道 Yorimichi) 2. Obentō (お弁当 Obentō) 3. Hatsumōde (初詣で Hatsumōde) 4. Ame (雨 Ame) | 1. Kokuhaku (告白 Kokuhaku) 2. Taipu (タイプ Taipu) 3. Sōdan (相談 Sōdan) 4. Rentaru Dī Bui Dī" (レンタルDVD Rentaru Dī Bui Dī") |

| 1. Rankingu (ランキング Rankingu) 2. Kami Hikōki (紙ヒコーキ Kami Hikōki) 3. Shiin (シーン Shiin) 4. Kekkon (けっこん Kekkon) 5. Mamemaki (豆まき Mamemaki) | 1. Sabi (サビ Sabi) 2. Hanshashinkei (反射神経 Hanshashinkei) 3. Otoshimono (落としもの Otoshimono) 4. Yasashisa (やさしさ Yasashisa) |

| 1. "Lớp học nấu ăn" (調理実習 Chōri Jisshū) 2. "Thật hay xạo" (ウソとホン Uso to Honto) 3. "Chuyển phòng học" (移動教室 Idō Kyōshitsu) 4. "Đọ thị lực" (視力勝負 Shiryoku Shōbu) 5. "Hẹn sau trường" (校舎裏 Kōsha Ura) | 1. "Nhật ký chuyền tay" (交換日記 Kōkan Nikki) 2. "Socola" (チョコ Choko) 3. "Sốt nhẹ" (微熱 Binetsu) 4. "Lễ tốt nghiệp" (卒業式 Sotsugyōshiki) |

| 1. Himitsu Kichi (ひみつきち Himitsu Kichi) 2. Suiri Gēmu (推理ゲーム Suiri Gēmu) 3. NG Wādo Gēmu (NGワードゲーム NG Wādo Gēmu) 4. Kidzukai (気遣い Kidzukai) 5. Osusowake (おすそわけ Osusowake) | 1. Otoko no Senaka (男の背中 Otoko no Senaka) 2. Seijitsu-sa (誠実さ Seijitsu-sa) 3. Chikara no Tsukaikata (力の使い方 Chikara no Tsukaikata) 4. Botan (ボタン Botan) |

| 1. "Hộp thời gian" (タイムカプセル Taimu Kapuseru) 2. "Chơi chiếu bóng" (影絵 Kagee) 3. "Rút thăm trúng thưởng" (福引き Fukubiki) 4. "Ăn vặt" (かいぐい Kaigui) 5. "Đi chợ" (おつかい Otsukai) | 1. "Xe buýt" (バス Basu) 2. "Chờ đợi" (待ち人 Machibito) 3. "Phác họa" (写生 Shasei) 4. "Những thứ đẹp đẽ" (キレイなもの Kireina Mono) |

| 1. "Kiểu tóc" (髪型 Kamigata) 2. "Nhảy vòng" (ケンケン Kenken) 3. "Kinh nghiệm" (経験 Keiken) 4. "Thăm bệnh" (お見舞い Omimai) 5. "Valentine của Yukari" (ユカリのバレンタイン Yukari no Barentain) | 1. "Bầu cán sự" (委員会決め Iinkai Kime) 2. "Sinh nhật" (待誕生日 Tanjōbi) 3. "Chạm" (タッチ Tatchi) 4. "Tên" (名前 Namae) |

| 1. Buranko (ブランコ Buranko) 2. Kamizumo (紙相撲 Kamizumo) 3. (カラオケ) 4. Yofukashi (夜更かし Yofukashi) 5. Sōtaiseiriron (相対性理論 Sōtaiseiriron) | 1. Suki to Iu Koto (好きということ Suki to Iu Koto) 2. Omamori (おまもり Omamori) 3. Serifu (セリフ Serifu) 4. Natsumatsuri (夏祭り Natsumatsuri) |

## Mai là thứ bảy
Một bộ manga ngoại truyện với tựa đề "Mai là thứ bảy" (あしたは土曜日 Ashita wa Doyōbi) đã được đăng nhiều kỳ trên báo "Yomiuri Chūkōsei Shimbun" từ ngày 7 tháng 11 năm 2014 đến tháng 11 năm 2015. Sau đó, các chương truyện được tổng hợp thành 2 tập tankōbon. Các chương truyện của phần ngoại truyện này đã được chuyển thể và lồng ghép trong bộ anime truyền hình được chuyển thể từ phần truyện chính cùng tên vào năm 2018.
| 1. "Làm quen" (はじめまして Hajimemashite) 2. "Oẳn tù tì" (じゃんけん Janken) 3. "Điện thoại" (ケータイ Kētai) 4. "Đổi đồng phục" (衣替え Koromogae) 5. "Năng khiếu" (特技 Tokugi) 6. "Cà phê" (コーヒー Kōhī) 7. "Lông mày" (まゆ毛 Mayuge) 8. "Gu" (好み Konomi) 9. "Buộc tóc" (髪くくり Kami Kukuri) 10. "Trò Kendama" (けん玉 Kendama) 11. "Ợ hơi" (ゲップ Geppu) 12. "Giảm cân" (ダイエット Daietto) 13. "Mèo" (ネコ Neko) 14. "Giải cứu bé mèo!" (ネコ救出 Neko Kyūshutsu) | 1. "Kiếp trước" (前世 Zense) 2. "Trứng ốp la" (目玉焼き Medamayaki) 3. "Bài kiểm tra" (テスト Tesuto) 4. "Ngày nghỉ hè đầu tiên" (夏休み初日 Natsuyasumi Shonichi) 5. "Biển" (海 Umi) 6. "Nghiên cứu tự do" (自由研究 Jiyukenkyū) 7. "Pháo hoa" (花火 Hanabi) 8. "Bài tập" (宿題 Shukudai) 9. "Bão" (台風 Taifū) 10. "Thi gan" (肝試し Kantameshi) - Truyện ngắn: "Đi học về" (歩いて下校 Aruite Gekō) |

| 1. "Đồng phục mùa đông" (冬服 Fuyufuku) 2. "Cún" (犬 Inu) 3. "Cơm nắm" (おにぎり Onigiri) 4. "Tiết trời" (空模様 Soramoyō) 5. "Quên bài tập" (宿題忘れ Shukudai Wasure) 6. "Há cảo" (ギョーザ Gyōza) 7. "Ủng" (長ぐつ Nagagutsu) 8. "Chọc cười" (にらめっこ Niramekko) 9. "Mưa" (に雨 Ame) 10. "Giấc ngủ" (寝起き Neoki) 11. "Ăn vặt" (買い食い Kaigui) 12. "Rượt đuổi" (追跡 Tsuiseki) 13. "Chiều cao" (身長 Shinchō) 14. "Mùa thu" (秋 Aki) | 1. "Trưởng thành" (大人っぽく Otonappoku) 2. "3 ngày nghỉ" (3連休 San Renkyū) 3. "Tóc mái" (前髪 Maegami) 4. "Chạy bộ" (マラソン Marason) 5. "100 yên" (百円 Hyaku-en) 6. "Lạnh" (寒がり Samu Gari) 7. "Giáng Sinh" (クリスマス Kurisumasu) 8. "Năm mới" (お正月 Oshōgatsu) 9. "Câu lạc bộ" (部活 Bukatsu) 10. "Bàn sưởi" (こたつ Kotatsu) 11. "Tuyết" (雪 Yuki) 12. "Valentine" (バレンタイン Barentain) 13. "Điểm số" (点数 Tensū) 14. Chương cuối: "Hẹn mai gặp lại" (またあした Mata Ashita) |

## Yukari – Cô nàng mộng mơ
Bộ manga ngoại truyện thứ hai với tựa đề Yukari – Cô nàng mộng mơ (恋に恋するユカリちゃん Koi ni Koisuru Yukari-chan, n.đ. "Yukari-chan đang yêu") đã được đăng nhiều kỳ trên tạp chí Monthly Shōnen Sunday từ ngày 12 tháng 7 năm 2017 đến ngày 11 tháng 4 năm 2020 và đã được tổng hợp và biên tập thành năm tập tankōbon.
| 1. Koibana (恋バナ Koibana) 2. Uranai (占い Uranai) 3. Kekkon (結婚 Kekkon) 4. Natsumatsuri (夏祭り Natsumatsuri) 5. Taifū no Asa (台風の朝 Taifū no Asa) 6. Yōfuku (洋服 Yōfuku) | 1. Undōkai Gokko (運動会ごっこ Undōkai Gokko) 2. Otomarikai (お泊まり会 Otomarikai) 3. Machiawase (待ち合わせ Machiawase) 4. Utatane (うたた寝 Utatane) 5. Kisu no Aji (キスの味 Kisu no Aji) |

| 1. Hatsumōde (初詣 Hatsumōde) 2. Barentain (バレンタイン Barentain) 3. Howaitodē (ホワイトデー Howaitodē) 4. Badominton (バドミントン Badominton) 5. Neko Masutā (ネコマスター Neko Masutā) 6. Hōtai (包帯 Hōtai) | 1. Chōsen (挑戦 Chōsen) 2. Udezumō (腕ずもう Udezumō) 3. Kagami Moji (鏡文字 Kagami Moji) 4. Tesuto Benkyō (テスト勉強 Tesuto Benkyō) - Ngoại truyện: "Karakai Jōzu no Takagi-san" OVA Afurekorepōto (「からかい上手の高木さん」OVAアフレコレポート "Karakai Jōzu no Takagi-san" OVA Afurekorepōto) |

| 1. Kasa (傘 Kasa) 2. Tegami (手紙 Tegami) 3. Omajinai (おまじない Omajinai) 4. Pūru (プール Pūru) 5. Hokenshitsu (保健室 Hokenshitsu) 6. Shūji (習字 Shūji) 7. Denwa (電話 Denwa) | 1. Harōin (ハロウィン Harōin) 2. Aki Sonogo (秋 その後 Aki Sonogo) 3. Obentō (お弁当 Obentō) 4. Sekigae (席替え Sekigae) - Ngoại truyện: Azushima ni Ittekimashita Repōto (小豆島に行ってきましたレポート Azushima ni Ittekimashita Repōto) |

| 1. Mochitsuki (もちつき Mochitsuki) 2. Marason (マラソン Marason) 3. Mamemaki (豆まき Mamemaki) 4. Nigaoe (似顔絵 Nigaoe) 5. Sukinshippu (スキンシップ Sukinshippu) 6. Sakura (桜 Sakura) 7. Maegami (前髪 Maegami) 8. Ōgata Renkyū (大型連休 Ōgata Renkyū) | 1. Saiminjutsu (催眠術 Saiminjutsu) 2. Jūnburaido (ジューンブライド Jūnburaido ) - Ngoại truyện: Shin'ei Dōga Sen'nyū Repōto Zenpen (シンエイ動画潜入レポート 前編 Shin'ei Dōga Sen'nyū Repōto Zenpen) - Ngoại truyện: Shin'ei Dōga Sen'nyū Repōto Kōhen (シンエイ動画潜入レポート 後編 Shin'ei Dōga Sen'nyū Repōto Kōhen) |

| 1. Koromogae (衣替え Koromogae) 2. Mochi Mono Kensa (持ちもの検査 Mochi Mono Kensa) 3. Tosho Iin (図書委員 Tosho Iin) 4. Hyaku Pāsento Kataomoi Futari no Baai (100%片想い・2人の場合 Hyaku Pāsento Kataomoi Futari no Baai) 5. Mukashi Asobi (むかし遊び Mukashi Asobi) 6. Supōtsutesuto (※ Ninensei) (スポーツテスト(※2年生) Supōtsutesuto (※ Ninensei)) | 1. Janken Asobi (じゃんけん遊び Janken Asobi) 2. Mushiba (虫歯 Mushiba) 3. Omikuji no Uragawa (おみくじの裏側 Omikuji no Uragawa) 4. "UFO" 5. Ame (雨 Ame) 6. Shashin (写真 Shashin) - Ngoại truyện: Yonkoma Manga (4コマ漫画 Yonkoma Manga) - Ngoại truyện: Koi ni Koisuru Yukari-chan Repōto (恋に恋するユカリちゃんレポート Koi ni Koisuru Yukari-chan Repōto) |

## Nhất quỷ nhì ma, thứ ba (vẫn là) Takagi
Bộ manga ngoại truyện thứ ba với tựa đề Nhất quỷ nhì ma, thứ ba (vẫn là) Takagi (からかい上手の（元）高木さん Karakai Jōzu no (Moto) Takagi-san) kể về câu chuyện cuat Takagi khi đã trưởng thành, khi này cô đã kết hôn với Nishikata và cả hai đã có một cô gái tên là Chi. Bộ truyện được đăng dài kỳ trên ứng dụng MangaONE từ ngày 15 tháng 7 năm 2017 đến ngày 24 tháng 7 năm 2024. Sau đó đã được tổng hợp lại thành 23 tập tankōbon.
| 1. Onamae (お名前 Onamae) 2. Okaimono (お買い物 Okaimono) 3. Sukikirai (好き嫌い Sukikirai) 4. Okatadzuke (お片づけ Okatadzuke) 5. Kakurenbo (かくれんぼ Kakurenbo) 6. Jitensha (自転車 Jitensha) 7. Otōsan (お父さん Otōsan) | 1. Kōen (公園 Kōen) 2. Horā (ホラー Horā) 3. Ikidome (息とめ Ikidome) 4. Pūru (プール Pūru) 5. Dorodango (どろだんご Dorodango) 6. Nage-gui (投げ食い Nage-gui) - Bonus: Omake (おまけ Omake) |

| 1. Tsuntsun (つんつん Tsuntsun) 2. Amenbo (アメンボ Amenbo) 3. Sōmen (そうめん Sōmen) 4. Momotarō (ももたろう Momotarō) 5. Karakau (からかう Karakau) 6. Rūpu (ループ Rūpu) 7. Sentakubutsu (洗濯物 Sentakubutsu) 8. Doraibu (ドライブ Doraibu) | 1. Kowaimono (怖いもの Kowaimono) 2. Kōhī (コーヒー Kōhī) 3. Oekaki (お絵かき Oekaki) 4. Kakurenbo (かくれんぼ Kakurenbo) 5. Kurisumasu (クリスマス Kurisumasu) - Bonus: Janken (じゃんけん Janken) |

| 1. Hōfu (ほーふ Hōfu) 2. Janken (じゃんけん Janken) 3. Hamigaki (ばみがき Hamigaki) 4. Barentain (バレンタイン Barentain) 5. Ban Gohan (晩ごはん Ban Gohan) 6. Nukumori (ぬくもり Nukumori) 7. Hirune (昼寝 Hirune) 8. Nawatobi (なわとび Nawatobi) | 1. Mamagoto (ままごと Mamagoto) 2. Nimotsu Mochi (荷物持ち Nimotsu Mochi) 3. Kichi (吉 Kichi) 4. Katatataki (肩たたき Katatataki) 5. Gomibako (ごみ箱 Gomibako) - Bonus: Otōsan ga Katte ni (おとーさんが勝手に Otōsan ga Katte ni) |

| 1. Kendama (けんだま Kendama) 2. Dotchi (どっち Dotchi) 3. Gaman (がまん Gaman) 4. Obentō (お弁当 Obentō) 5. Nomimono (のみもの Nomimono) 6. Kurōbā (クローバー Kurōbā) 7. Oheso (おへそ Oheso) 8. Teru Teru Bōzu (てるてるぼーず Teru Teru Bōzu) | 1. Futari Nori (ふたりのり Futari Nori) 2. Ka (蚊 Ka) 3. Shiroppu (シロップ Shiroppu) 4. Kappurāmen (カップラーメン Kappurāmen) 5. Zōjiki (掃除機 Zōjiki) 6. Tsumiki (積み木 Tsumiki) 7. Katamomi (肩もみ Katamomi) - Bonus: Omake (おまけ Omake) |

| 1. Koemane (こえまね Koemane) 2. Takarasagashi (宝さがし Takarasagashi) 3. Tatchi (タッチ Tatchi) 4. Kasabuta (かさぶた Kasabuta) 5. Kauntaun (かうんたうん Kauntaun) 6. Taifū (たいふう Taifū) | 1. Pīman (ピーマン Pīman) 2. Densha (でんしゃ Densha) 3. Wasuremono (わすれもの Wasuremono) 4. Ī ko (いい子 Ī ko) 5. Zonbi (ゾンビ Zonbi) 6. Pairētsu (ピラッ Pairētsu) 7. Karashi (からし Karashi) |

## Karakai Jōzu (?) no Nishikata-san
Bộ manga ngoại truyện thứ tư do Inaba sáng tác với tựa đề Karakai Jōzu (?) no Nishikata-san (からかい上手(？)の西片さん Karakai Jōzu (?) no Nishikata-san, n.đ. "Chuyên gia trêu chọc (?) Nishikata"), câu chuyện xoay quanh nhân vật Chi, cô con gái của Nishikata và Takagi trong những năm học trung học của mình. Bộ truyện được đăng nhiều kỳ trên tạp trí Monthly Shōnen Sunday từ ngày 10 tháng 11 năm 2023 đến ngày 9 tháng 8 năm 2024, sau này các chương riêng lẻ đã được tổng hợp thành tập tankōbon và được phát hành vào tháng 10 năm 2024.
| # | Ngày phát hành       | ISBN              |
| - | -------------------- | ----------------- |
| 1 | 11 tháng 10 năm 2024 | 978-4-09-853632-0 |